# Encs
Encs é uma cidade da Hungria, situada no condado de Borsod-Abaúj-Zemplén. Tem 25,8 km² de área e sua população em 2019 foi estimada em 6.254 habitantes.